# 打神
打神為紅線女著名曲目之一，改編自著名民間故事「王魁負桂英」，為《焚香記》中之一折，粵劇作曲家楊子靜之作品。

## 故事大綱
才子王魁（即王俊民）失意而丐食於街頭，被名妓焦桂英賞識及傾心。王魁在焦氏鼓勵及支持下上京赴考，不料王魁高中後竟向焦桂英送上一紙休書。焦桂英悲憤之下到當日倆人盟心之地海神廟哭訴並自盡，以化作厲鬼復仇。

## 名句
打神之內容幾乎全為焦桂英一角所唱出。歌詞能將整個故事之前因及焦桂英的心情起伏清楚交代。而內容亦反映了當時中國內地破除迷信的思想，認為神靈難管世間事，如「人說天眼昭昭，我道神光非普照」(後改為「莫說天眼昭昭，莫說神光普照」)、「海神爺你怎也冷眼都不瞧！天高渺渺我訴無門，莫不是人間你管不了？」。
中段對焦桂英神志不清，誤以為王魁歸來時露出的依戀心情作細膩描述：「守歸期、盼歸期，不圖相會在今時。你不負奴，奴又何嘗負你！過去辛酸情況，君你不須提！今日得見郎歸，消卻了愁雲苦雨，從今後生生死死，我倆都魚水相依！郎你可知我心中，只得一個你……」
氣氛蒼涼下唱出的焦桂英絕命辭：
「萬縷恨，醒來又聽得天際雁悲聲切切。鴻雁兒痛流離、嗟孤飛。牠與奴一樣悲，呼天搶地！」

「風悽悽魂暗月迷，人惘惘。魄散魂離，唉痴夢驚破待回頭抽身無計！」

「王魁呀……今日你繡闈成雙對。祗可憐奴人海茫茫無依倚，哭至雙揮血淚！」

「淚眼模糊問蒼天，焦桂英到底有什罪？」